# 祭裴忠烈公文碑
祭裴忠烈公文碑位于山西省晋城市城区北街街道晋城一中内，时代为金明昌五年（1194年）。

## 保护
2013年1月，祭裴忠烈公文碑公布为第三批晋城市文物保护单位，石窟寺及石刻类，编号3-21。